# Novo Hamburgo
Novo Hamburgo (Nuevo Hamburgo) es una ciudad brasileña del estado de Río Grande del Sur. Está situada en el Valle del río dos Sinos, a 40 km de la capital del Estado, Porto Alegre. 
El municipio, a orillas del río dos Sinos, comprende una superficie de 217 km² y tiene una población de 254.200 habitantes (2019), cerca del 93% de origen alemán. La temperatura media anual es de 19 °C. La ciudad es reconocida en el país como la Capital Nacional del Calzado.
Las primeras poblaciones de Novo Hamburgo datan del siglo XVIII cuando los inmigrantes azorianos se instalaron en la parte noroeste de la ciudad en el actual barrio de Rincão dos Ilhéus, o simplemente Rincão. En 1824 los inmigrantes alemanes comenzaron a llegar a la colonia de São Leopoldo para luego desarrollar una próspera sociedad rural en la región del valle de los Sinos. Poco después aparecieron los primeros pequeños núcleos urbanos en las colonias, y uno de ellos se ubicaba en el área de Hamburger Berg, que marcó el origen de la ciudad de Novo Hamburgo.
La ciudad se separó de São Leopoldo en 1927 y a partir de ahí aceleró su industrialización convirtiéndose en unos de los polos económicos del valle de los Sinos. Hasta el inicio de la década de 1990 la industria estaba prácticamente formada por el calzado, pero con la más fuerte crisis económica de la región, a partir del gobierno de Fernando Collor de Mello, forzó a una diversificación económica.
El crecimiento a causa del calzado atrajo a numerosos inmigrantes, aumentando el tamaño de la ciudad a partir de la década de 1960 y originando la mayor parte de los problemas sociales, dada la incapacidad de los gobernantes para acomodarlos adecuadamente. Sin embargo, la crisis de los años 90 estancó el crecimiento poblacional hamburgués, agudizando los problemas más graves de la ciudad como la aparición de favelas o villas miserias, transportes insuficientes y deficiencias en la infraestructura.
Novo Hamburgo cuenta con un gran patrimonio histórico arquitectónico, entre ellos la Iglesia de Nuestra Señora de la Piedad, la Iglesia de los Reyes Magos (de culto luterano), el Museo Comunitario Casa Schmitt-Presser, la Fundación Ernesto Frederico Scheffel. Por toda la ciudad se encuentra valiosas construcciones eclécticas y neoclásicas. En el centro, la Basílica São Luís Gonzaga y la Iglesia Evangélica Luterana de la Asunción, completan ese valioso conjunto arquitectónico.
La principal vía de acceso a Novo Hamburgo es la carretera BR-116, pero también se accede por la RS-239, que comunica la ciudad con Taquara.

## Hermanamiento de ciudades
Esta ciudad está hermanada con:
- Elda, España.
- León, México
- El Porvenir, Trujillo, Perú

## Idiomas minoritarios
- Alemán (principalmente el dialecto hunsrückisch)